# Sensore
Il sensore è un dispositivo che si trova in diretta interazione con il sistema misurato.
In ambito strettamente metrologico, riferito solamente al componente che fisicamente effettua la trasformazione della grandezza d'ingresso in un segnale di altra natura. I dispositivi in commercio spesso integrano al loro interno anche alimentatori stabilizzati, amplificatori di segnale, dispositivi di comunicazione remota, ecc. In quest'ultimo caso si preferisce definirli trasduttori. 
In commercio esistono dei trasduttori di pressione in cui l'elemento sensore è costituito da una membrana su cui è stato applicato un ponte estensimetrico; all'interno dello stesso dispositivo, un amplificatore porta il debole segnale del ponte ai valori di 5-10 V del segnale d'uscita finale del trasduttore.

## Descrizione

### Classificazione
A seconda del tipo e dell'utilizzo, i sensori possono:
- dare una lettura direttamente nell'unità ingegneristica d'interesse (esempio nei termometri a mercurio);
- essere collegati ad uno strumento indicatore (chiamato comunemente display) che provvede a leggere il segnale e tradurlo in una comoda lettura nell'unità ingegneristica (essendo la maggior parte delle volte un segnale in tensione, il visualizzatore è spesso un qualche tipo di voltmetro opportunamente calibrato o settato allo scopo);
- essere collegati ad uno strumento registratore che provvede a memorizzare il segnale per una sua successiva elaborazione (il più delle volte, quest'ultimo opera una conversione analogico-digitale che traduce il segnale in dati digitali, che vengono immediatamente memorizzati nello strumento stesso o su un computer collegato in remoto).

I sensori possono essere classificati in base al loro principio di funzionamento oppure al tipo di segnale in uscita, ma più comunemente vengono classificati in base al tipo di grandezza fisica che misurano, esempio:
- sensori di luce (o sensori ottici): fotocellule, fotodiodi, fototransistor, tubi fotoelettrici, CCD, CMOS, radiometri di Nichols, fotomoltiplicatori.
- sensori a infrarossi, rilevano la presenza di corpi di temperatura diversa (tipicamente, più elevata) rispetto all'ambiente circostante.
- sensori di suono: microfoni, idrofoni, altoparlanti.
- sensori di accelerazione: accelerometri, sensori sismici.
- sensori di temperatura: termometri, termocoppie, resistori sensibili alla temperatura, termistori, termometri bimetallici e termostati.
- sensori di calore: bolometri, calorimetri.
- sensori di radiazione: contatori Geiger, dosimetri.
- sensori di particelle subatomiche: scintillometri, camere a nebbia, camere a bolle, camere di ionizzazione.
- sensori di resistenza elettrica: ohmmetri.
- sensori di corrente elettrica: galvanometri, amperometri.
- sensori di tensione elettrica: elettroscopio, voltmetri.
- sensori di potenza elettrica: wattmetri.
- sensori di magnetismo: magnetometri.
- sensori di pressione: barometri, barografi, misuratori di pressione, altimetri, variometri.
- sensori di gas e flusso di liquidi, sensori di gas: anemometri, flussimetri, pluviometri, indicatori di velocità dell'aria.
- sensori di movimento: radar, velocimetri, tachimetri, odometri, sensori PIR.
- sensori di orientamento: giroscopi, orizzonte artificiale, giroscopi laser, sensori di posizione, sensore di rotazione.
- sensori di forza: celle di carico, estensimetri.
- sensori di prossimità: interruttori, prossimity ottici (un tipo di sensori di distanza che rilevano solo una prossimità specifica, sono realizzati da una combinazione di fotocellula e LED o con un laser. Trovano applicazione nei telefoni cellulari, nei rilevatori di carta delle fotocopiatrici, sistemi di spegnimento o standby automatico nei portatili e in altre apparecchiature).
- sensori di distanza: sensori ottici (una combinazione di fotocellula e LED o un laser. Usati principalmente nelle macchine fotografiche con autofocus, nei binocoli sofisticati e nella robotica).
- sensori biometrici: rilevano una caratteristica di una zona del corpo umano (conformazione della retina o i potenziali elettrici del polpastrello del dito della mano).
- sensori chimici: es. biosensori che si basano su organismi o componenti di organismi viventi (molti tipi di microorganismi, tessuti, ormoni, anticorpi, enzimi, ...).

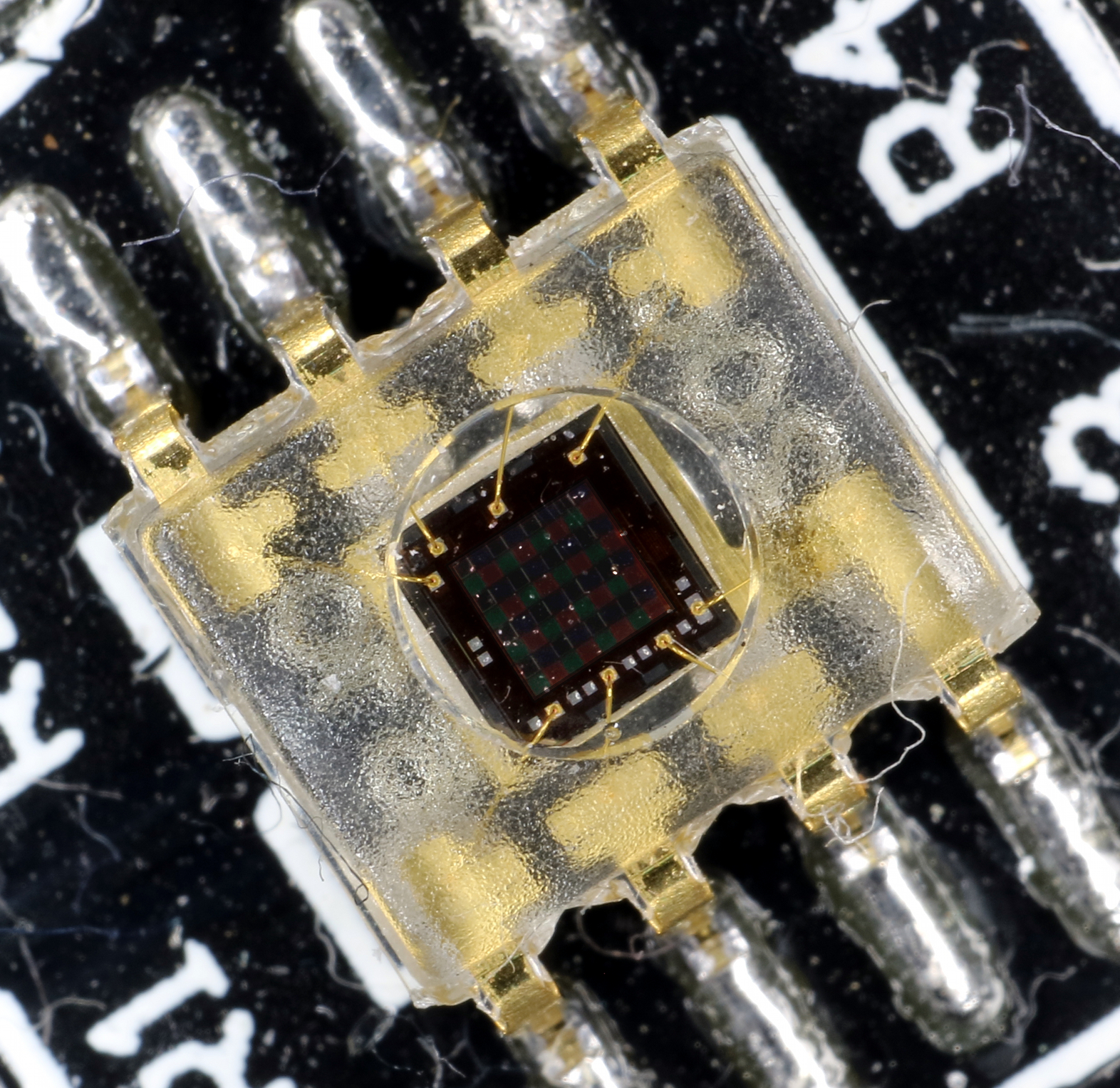
Sensore ottico
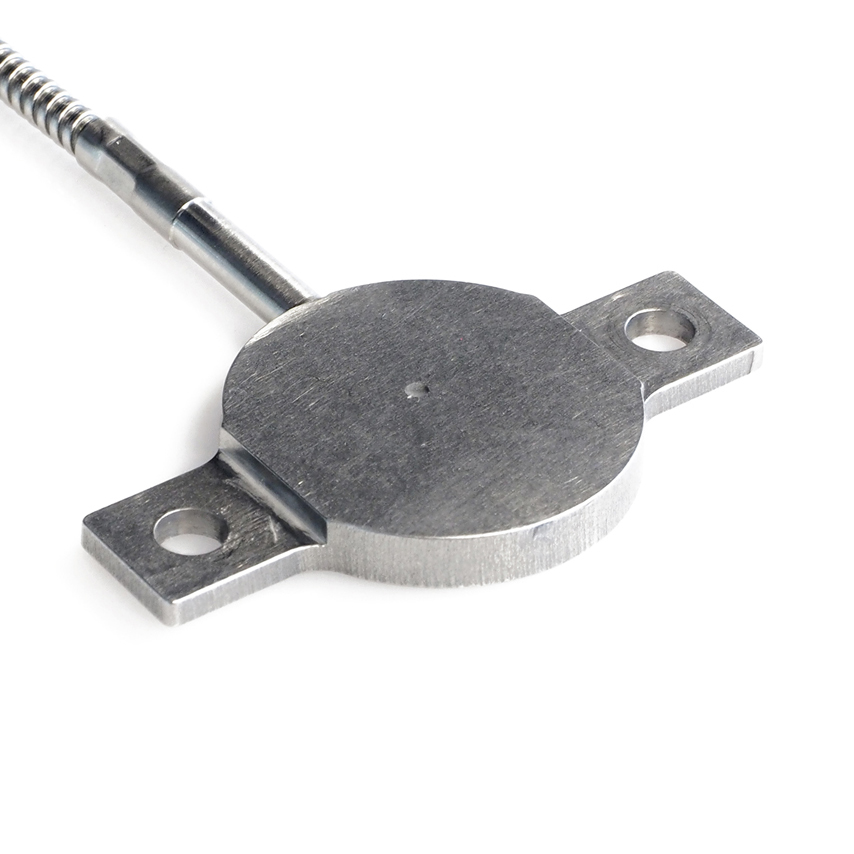
Sensore di flusso termico
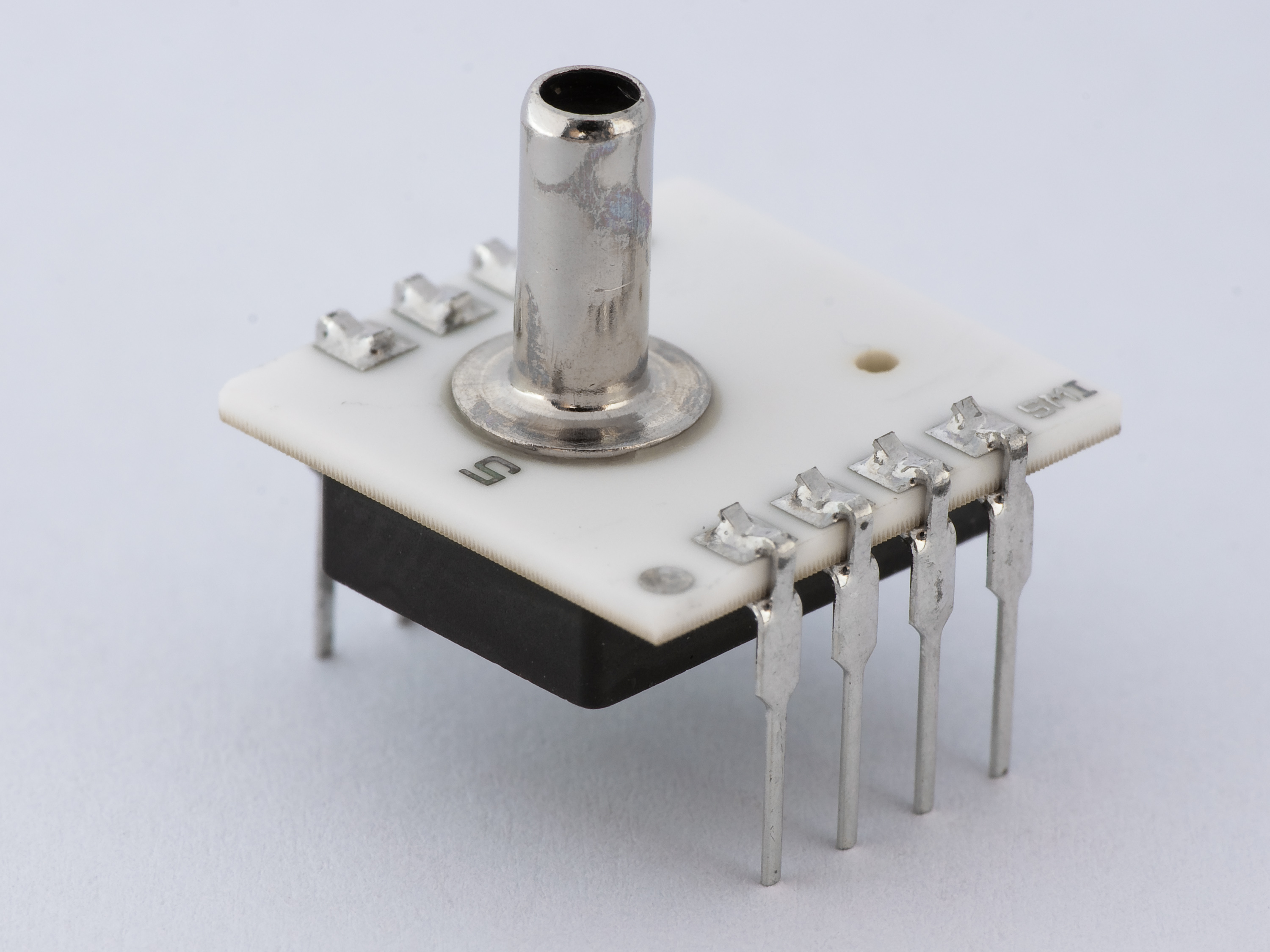
Sensore di pressione
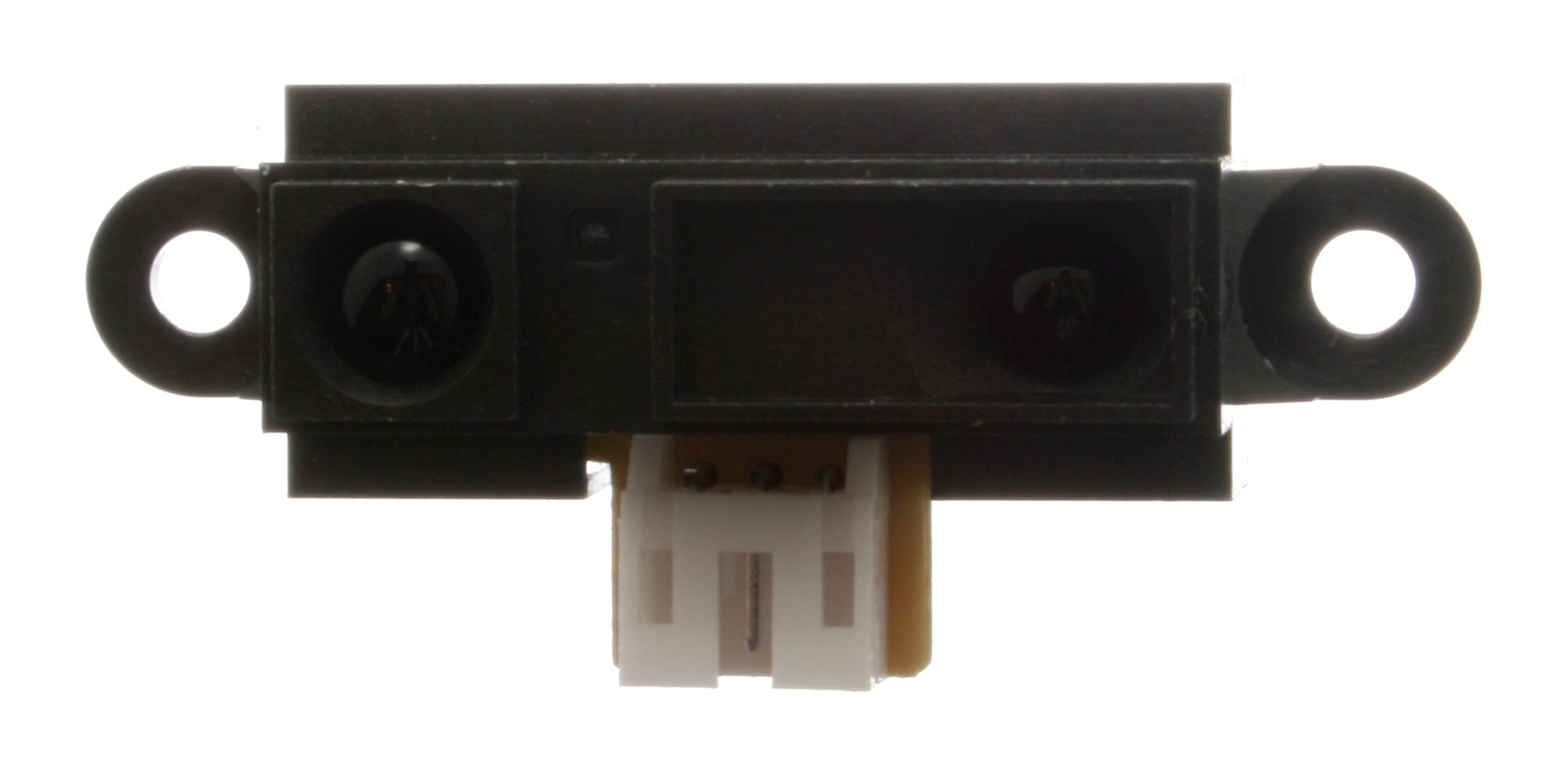
Sensore di prossimità

## Applicazioni
Anche se storicamente sono sempre stati usati dispositivi che traducono le grandezze fisiche in visualizzazioni di più semplice leggibilità, con lo sviluppo dell'elettronica di consumo i sensori hanno invaso ogni campo tecnologico. I comuni smartphone sono sempre più dotati di sensori (tipicamente magnetometro e accelerometro, sensore di luminosità, sensore di pressione). A parte le ovvie applicazioni legate alla strumentazione di misura, i sensori sono usati intensamente in medicina, nell'industria e nella robotica e in generale nei sistemi di controllo.

## Biologia
In biologia gli organi di senso possono essere considerati i sensori degli esseri viventi.
Per esempio le vibrisse dei gatti sono una specie di sensore di contatto e prossimità.